# Kabinet-Trump I
Het kabinet–Trump I was de uitvoerende macht van de Verenigde Staten van Amerika van 20 januari 2017 tot 20 januari 2021. Ondernemer en vastgoedmagnaat Donald Trump van de Republikeinse Partij werd gekozen als de 45e president van de Verenigde Staten na het winnen van de presidentsverkiezingen van 2016 over de kandidaat van de Democratische Partij voormalig minister van Buitenlandse Zaken Hillary Clinton.
| Nr.              | Functie                                                  | Ambtsbekleder      | Ambtsbekleder             | Ambtstermijn                           | Ambtstermijn      | Partij | Opmerking                                                                |
| ---------------- | -------------------------------------------------------- | ------------------ | ------------------------- | -------------------------------------- | ----------------- | ------ | ------------------------------------------------------------------------ |
| 45               | President van de Verenigde Staten                        | Donald Trump       | Donald Trump (1946)       | 20 januari 2017                        | 20 januari 2021   | R      |                                                                          |
| Kabinet          |                                                          |                    |                           |                                        |                   |        |                                                                          |
| Nr.              | Functie                                                  | Ambtsbekleder      | Ambtsbekleder             | Ambtstermijn                           | Ambtstermijn      | Partij | Opmerking                                                                |
| 48               | Vicepresident van de Verenigde Staten                    | Mike Pence         | Mike Pence (1959)         | 20 januari 2017                        | 20 januari 2021   | R      |                                                                          |
| [ 1 ]            | Minister van Buitenlandse Zaken                          | Tom Shannon        | Tom Shannon (1958)        | 20 januari 2017                        | 1 februari 2017   | O      | Waarnemend                                                               |
| 69               | Minister van Buitenlandse Zaken                          | Rex Tillerson      | Rex Tillerson (1952)      | 1 februari 2017                        | 1 april 2018      | R      |                                                                          |
| [ 1 ]            | Minister van Buitenlandse Zaken                          | John Sullivan      | John Sullivan (1959)      | 1 april 2018                           | 26 april 2018     | R      | Waarnemend                                                               |
| 70               | Minister van Buitenlandse Zaken                          | Mike Pompeo        | Mike Pompeo (1963)        | 26 april 2018                          | 20 januari 2021   | R      |                                                                          |
| [ 1 ]            | Minister van Financiën                                   | Adam Szubin        | Adam Szubin (1973)        | 20 januari 2017                        | 13 februari 2017  | D      | Waarnemend                                                               |
| 77               | Minister van Financiën                                   | Steven Mnuchin     | Steven Mnuchin (1962)     | 13 februari 2017                       | 20 januari 2021   | R      |                                                                          |
| 26               | Minister van Defensie                                    | James Mattis       | James Mattis (1950)       | 20 januari 2017                        | 1 januari 2019    | O      |                                                                          |
| [ 1 ]            | Minister van Defensie                                    | Patrick Shanahan   | Patrick Shanahan (1962)   | 1 januari 2019                         | 24 juni 2019      | O      | Waarnemend                                                               |
| [ 1 ]            | Minister van Defensie                                    | Mark Esper         | Mark Esper (1964)         | 24 juni 2019                           | 15 juli 2019      | R      | Waarnemend                                                               |
| [ 1 ]            | Minister van Defensie                                    | Richard Spencer    | Richard Spencer (1954)    | 15 juli 2019                           | 23 juli 2019      | O      | Waarnemend                                                               |
| 27               | Minister van Defensie                                    | Mark Esper         | Mark Esper (1964)         | 23 juli 2019                           | 9 november 2020   | R      | Bevestigd door de Senaat                                                 |
| [ 1 ]            | Minister van Defensie                                    | Christopher Miller | Christopher Miller (1964) | 9 november 2020                        | 20 januari 2021   | R      | Waarnemend                                                               |
| [ 1 ]            | Minister van Justitie                                    | Sally Yates        | Sally Yates (1960)        | 20 januari 2017                        | 30 januari 2017   | D      | Waarnemend                                                               |
| [ 1 ]            | Minister van Justitie                                    | Dana Boente        | Dana Boente (1954)        | 30 januari 2017                        | 9 februari 2017   | O      | Waarnemend                                                               |
| 84               | Minister van Justitie                                    | Jeff Sessions      | Jeff Sessions (1946)      | 9 februari 2017                        | 7 november 2018   | R      |                                                                          |
| [ 1 ]            | Minister van Justitie                                    | Matthew Whitaker   | Matthew Whitaker (1969)   | 7 november 2018                        | 14 februari 2019  | R      | Waarnemend                                                               |
| 85               | Minister van Justitie                                    | Bill Barr          | Bill Barr (1950)          | 14 februari 2019                       | 24 december 2020  | R      |                                                                          |
|                  | Minister van Justitie                                    | Bill Barr          | Jeff Rosen (1958)         | 24 december 2020                       | 20 januari 2021   | R      | Waarnemend                                                               |
| [ 1 ]            | Minister van Binnenlandse Zaken                          |                    | Kevin Haugrud (1957)      | 20 januari 2017                        | 1 maart 2017      | O      | Waarnemend                                                               |
| 52               | Minister van Binnenlandse Zaken                          | Ryan Zinke         | Ryan Zinke (1961)         | 1 maart 2017                           | 1 januari 2019    | R      |                                                                          |
| 53               | Minister van Binnenlandse Zaken                          | David Bernhardt    | David Bernhardt (1969)    | 1 januari 2019                         | 20 januari 2021   | R      | Waarnemend tot 11 april 2019                                             |
| [ 1 ]            | Minister van Landbouw                                    | Mike Young         | Mike Young (1949)         | 20 januari 2017                        | 25 april 2017     | O      | Waarnemend                                                               |
| 31               | Minister van Landbouw                                    | Sonny Perdue       | Sonny Perdue (1946)       | 25 april 2017                          | 20 januari 2021   | R      |                                                                          |
|                  | Minister van Economische Zaken                           | Vacant             | Vacant                    | Vacant                                 | Vacant            | Vacant | Vacant                                                                   |
| 39               | Minister van Economische Zaken                           | Wilbur Ross        | Wilbur Ross (1937)        | 28 februari 2017                       | 20 januari 2021   | R      |                                                                          |
| [ 1 ]            | Minister van Arbeid                                      | Ed Hugler          | Ed Hugler (1950)          | 20 januari 2017                        | 28 april 2017     | O      | Waarnemend                                                               |
| 27               | Minister van Arbeid                                      | Alex Costa         | Alex Acosta (1969)        | 28 april 2017                          | 20 juli 2019      | R      |                                                                          |
| [ 1 ]            | Minister van Arbeid                                      | Patrick Pizzella   | Patrick Pizzella (1954)   | 20 juli 2019                           | 30 september 2019 | R      | Waarnemend                                                               |
| 28               | Minister van Arbeid                                      | Eugene Scalia      | Eugene Scalia (1963)      | 30 september 2019                      | 20 januari 2021   | R      |                                                                          |
| [ 1 ]            | Minister van Volksgezondheid en Sociale Zaken            | Norris Cochran     | Norris Cochran (1973)     | 20 januari 2017                        | 10 februari 2017  | O      | Waarnemend                                                               |
| 23               | Minister van Volksgezondheid en Sociale Zaken            | Tom Price          | Tom Price (1954)          | 10 februari 2017                       | 29 september 2017 | R      |                                                                          |
| [ 1 ]            | Minister van Volksgezondheid en Sociale Zaken            | Don Wright         | Don Wright (1960)         | 29 september 2017                      | 10 oktober 2017   | R      | Waarnemend                                                               |
| [ 1 ]            | Minister van Volksgezondheid en Sociale Zaken            | Eric Hargan        | Eric Hargan (1968)        | 10 oktober 2017                        | 28 januari 2018   | R      | Waarnemend                                                               |
| 24               | Minister van Volksgezondheid en Sociale Zaken            | Alex Azar          | Alex Azar (1967)          | 28 januari 2018                        | 20 januari 2021   | R      |                                                                          |
| [ 1 ]            | Minister van Volkshuisvesting en Stedelijke Ontwikkeling | Craig Clemmensen   | Craig Clemmensen (1959)   | 20 januari 2017                        | 2 maart 2017      | O      | Waarnemend                                                               |
| 17               | Minister van Volkshuisvesting en Stedelijke Ontwikkeling | Ben Carson         | Ben Carson (1951)         | 2 maart 2017                           | 20 januari 2021   | R      |                                                                          |
| [ 1 ]            | Minister van Transport                                   | Michael Huerta     | Michael Huerta (1956)     | 20 januari 2017                        | 31 januari 2017   | D      | Waarnemend                                                               |
| 18               | Minister van Transport                                   | Elaine Chao        | Elaine Chao (1953)        | 31 januari 2017                        | 11 januari 2021   | R      |                                                                          |
| [ 1 ]            | Minister van Transport                                   | Steven Bradbury    | Steven Bradbury (1958)    | 11 januari 2021                        | 20 januari 2021   | R      |                                                                          |
| [ 1 ]            | Minister van Energie                                     | Grace Bochenek     | Grace Bochenek (1953)     | 20 januari 2017                        | 2 maart 2017      | O      | Waarnemend                                                               |
| 14               | Minister van Energie                                     | Rick Perry         | Rick Perry (1950)         | 2 maart 2017                           | 1 december 2019   | R      |                                                                          |
| 15               | Minister van Energie                                     | Dan Brouillette    | Dan Brouillette (1962)    | 1 december 2019 (wnd) 11 december 2019 | 20 januari 2021   | R      | Waarnemend van 1-11 december 2019, daarna volledig in functie.           |
| [ 1 ]            | Minister van Onderwijs                                   |                    | Phil Rosenfelt (1942)     | 20 januari 2017                        | 7 februari 2017   | O      | Waarnemend                                                               |
| 11               | Minister van Onderwijs                                   | Betsy DeVos        | Betsy DeVos (1958)        | 7 februari 2017                        | 8 januari 2021    | R      |                                                                          |
|                  | Minister van Onderwijs                                   | Mick Zais          | Mick Zais (1946)          | 8 januari 2021                         | 20 januari 2021   | R      | Waarnemend                                                               |
| [ 1 ]            | Minister van Veteranenzaken                              | Robert Snyder      | Robert Snyder (1961)      | 20 januari 2017                        | 14 februari 2017  | O      | Waarnemend                                                               |
| 9                | Minister van Veteranenzaken                              | David Shulkin      | David Shulkin (1959)      | 14 februari 2017                       | 28 maart 2018     | O      |                                                                          |
| [ 1 ]            | Minister van Veteranenzaken                              | Robert Wilkie      | Robert Wilkie (1962)      | 28 maart 2018                          | 30 mei 2018       | R      | Waarnemend                                                               |
| [ 1 ]            | Minister van Veteranenzaken                              | Peter O'Rourke     | Peter O'Rourke (1973)     | 30 mei 2018                            | 30 juli 2018      | R      | Waarnemend                                                               |
| 10               | Minister van Veteranenzaken                              | Robert Wilkie      | Robert Wilkie (1962)      | 30 juli 2018                           | 20 januari 2021   | R      |                                                                          |
| 5                | Minister van Binnenlandse Veiligheid                     | John Kelly         | John Kelly (1950)         | 20 januari 2017                        | 31 juli 2017      | O      |                                                                          |
| [ 1 ]            | Minister van Binnenlandse Veiligheid                     | Elaine Duke        | Elaine Duke (1958)        | 31 juli 2017                           | 6 december 2017   | O      | Waarnemend                                                               |
| 6                | Minister van Binnenlandse Veiligheid                     | Kirstjen Nielsen   | Kirstjen Nielsen (1972)   | 6 december 2017                        | 10 april 2019     | O      |                                                                          |
| [ 1 ]            | Minister van Binnenlandse Veiligheid                     | Kevin McAleenan    | Kevin McAleenan (1971)    | 10 april 2019                          | 13 november 2019  | O      | Waarnemend                                                               |
| [ 1 ]            | Minister van Binnenlandse Veiligheid                     | Chad Wolf          | Chad Wolf (1975)          | 13 november 2019                       | 11 januari 2021   | R      | Waarnemend                                                               |
| [ 1 ]            | Minister van Binnenlandse Veiligheid                     | Pete Gaynor        | Pete Gaynor (1958)        | 11 januari 2021                        | 20 januari 2021   | R      | Waarnemend                                                               |
| Executive Office |                                                          |                    |                           |                                        |                   |        |                                                                          |
| Nr.              | Functie                                                  | Ambtsbekleder      | Ambtsbekleder             | Ambtstermijn                           | Ambtstermijn      | Partij | Opmerking                                                                |
| 27               | Stafchef van het Witte Huis                              | Reince Priebus     | Reince Priebus (1972)     | 20 januari 2017                        | 28 juli 2017      | R      |                                                                          |
|                  | Stafchef van het Witte Huis                              | Vacant             |                           |                                        |                   |        |                                                                          |
| 28               | Stafchef van het Witte Huis                              | John Kelly         | John Kelly (1950)         | 31 juli 2017                           | 2 januari 2019    | O      |                                                                          |
| [ 1 ]            | Stafchef van het Witte Huis                              | Mick Mulvaney      | Mick Mulvaney (1967)      | 2 januari 2019                         | 6 maart 2020      | R      | Waarnemend                                                               |
| 29               | Stafchef van het Witte Huis                              | Mark Meadows       | Mark Meadows (1959)       | 6 maart 2020                           | 20 januari 2021   | R      |                                                                          |
| [ 1 ]            | Directeur van het Bureau voor Management en Budget       |                    | Mark Sandy (1964)         | 20 januari 2017                        | 16 februari 2017  | O      | Waarnemend                                                               |
| 42               | Directeur van het Bureau voor Management en Budget       | Mick Mulvaney      | Mick Mulvaney (1967)      | 16 februari 2017                       | 31 maart 2020     | R      |                                                                          |
| 43               | Directeur van het Bureau voor Management en Budget       | Russell Vought     | Russell Vought (1976)     | 31 maart 2020 (wnd) 22 juli 2020       | 20 januari 2021   | R      | Waarnemend van 31 maart tot 22 juli 2020, daarna volledig in functie.    |
| [ 1 ]            | Ambassadeur naar de Verenigde Naties                     | Miriam Sapiro      | Michele Sison (1959)      | 20 januari 2017                        | 27 januari 2017   | D      | Waarnemend                                                               |
| 29               | Ambassadeur naar de Verenigde Naties                     | Nikki Haley        | Nikki Haley (1972)        | 27 januari 2017                        | 1 januari 2019    | R      |                                                                          |
| [ 1 ]            | Ambassadeur naar de Verenigde Naties                     | Jonathan Cohen     | Jonathan Cohen (1961)     | 1 januari 2019                         | 12 september 2019 | O      | Waarnemend                                                               |
| 30               | Ambassadeur naar de Verenigde Naties                     | Kelly Craft        | Kelly Craft (1962)        | 12 september 2019                      | 20 januari 2021   | R      |                                                                          |
| [ 1 ]            | Handelsvertegenwoordiger                                 |                    | María Pagán (1964)        | 20 januari 2017                        | 1 maart 2017      | O      | Waarnemend                                                               |
| [ 1 ]            | Handelsvertegenwoordiger                                 |                    | Stephen Vaughn (1969)     | 1 maart 2017                           | 15 mei 2017       | O      | Waarnemend                                                               |
| 18               | Handelsvertegenwoordiger                                 | Robert Lighthizer  | Robert Lighthizer (1947)  | 15 mei 2017                            | 20 januari 2021   | R      |                                                                          |
| [ 1 ]            | Directeur van de Environmental Protection Agency         | Catherine McCabe   | Catherine McCabe (1951)   | 20 januari 2017                        | 17 februari 2017  | D      | Waarnemend                                                               |
| 14               | Directeur van de Environmental Protection Agency         | Scott Pruitt       | Scott Pruitt (1968)       | 17 februari 2017                       | 9 juli 2018       | R      |                                                                          |
| 15               | Directeur van de Environmental Protection Agency         | Andrew Wheeler     | Andrew Wheeler (1962)     | 9 juli 2018 (wnd) 20 april 2019        | 20 januari 2021   | R      | Waarnemend van 9 juli 2018 tot 20 april 2019, daarna volledig in functie |
| [ 1 ]            | Directeur van de Nationale Inlichtingendiensten          | Mike Dempsey       | Mike Dempsey (1968)       | 20 januari 2017                        | 16 maart 2017     | O      | Waarnemend                                                               |
| 5                | Directeur van de Nationale Inlichtingendiensten          | Dan Coats          | Dan Coats (1943)          | 16 maart 2017                          | 16 augustus 2019  | R      |                                                                          |
| [ 1 ]            | Directeur van de Nationale Inlichtingendiensten          | Joseph Maguire     | Joseph Maguire (1951)     | 16 augustus 2019                       | 20 februari 2020  | O      | Waarnemend                                                               |
| [ 1 ]            | Directeur van de Nationale Inlichtingendiensten          | Richard Grenell    | Richard Grenell (1966)    | 20 februari 2020                       | 26 mei 2020       | R      | Waarnemend                                                               |
| 6                | Directeur van de Nationale Inlichtingendiensten          | John Ratcliffe     | John Ratcliffe            | 26 mei 2020                            | 20 januari 2021   | R      | Zowel in juli 2019 als in februari 2020 genomineerd                      |
| [ 1 ]            | Directeur van de Central Intelligence Agency             |                    | Meroe Park (1966)         | 20 januari 2017                        | 23 januari 2017   | O      | Waarnemend                                                               |
| 22               | Directeur van de Central Intelligence Agency             | Mike Pompeo        | Mike Pompeo (1963)        | 23 januari 2017                        | 26 april 2018     | R      |                                                                          |
| 23               | Directeur van de Central Intelligence Agency             |                    | Gina Haspel (1956)        | 26 april 2018 (wnd) 21 mei 2018        | 20 januari 2021   | O      | Waarnemend van 26 april tot 21 mei 2018. Daarna volledig in functie.     |

## Enkele andere hoge functionarissen
| Nr.   | Functie                       | Ambtsbekleder     | Ambtsbekleder                              | Ambtstermijn      | Ambtstermijn      | Partij | Opmerking  |
| ----- | ----------------------------- | ----------------- | ------------------------------------------ | ----------------- | ----------------- | ------ | ---------- |
| 25    | Nationaal Veiligheidsadviseur | Michael Flynn     | Michael Flynn (1958)                       | 20 januari 2017   | 13 februari 2017  | D      |            |
| [ 1 ] | Nationaal Veiligheidsadviseur | Keith Kellogg     | Keith Kellogg (1944)                       | 13 februari 2017  | 20 februari 2017  | R      | Waarnemend |
| 26    | Nationaal Veiligheidsadviseur | Herbert McMaster  | Lieutenant General Herbert McMaster (1962) | 20 februari 2017  | 9 april 2018      | O      |            |
| 27    | Nationaal Veiligheidsadviseur | John Bolton       | John Bolton (1948)                         | 9 april 2018      | 10 september 2019 | R      |            |
| [ 1 ] | Nationaal Veiligheidsadviseur | Charles Kupperman | Charles Kupperman (1950)                   | 10 september 2019 | 18 september 2019 | R      | Waarnemend |
| 28    | Nationaal Veiligheidsadviseur | Robert O'Brien    | Robert O'Brien (1966)                      | 18 september 2019 | 20 januari 2021   | R      |            |
|       | Counselor                     | Steve Bannon      | Steve Bannon (Chief Strategist) (1953)     | 20 januari 2017   | 18 augustus 2017  | R      |            |
|       | Counselor                     | Kellyanne Conway  | Kellyanne Conway (1967)                    | 20 januari 2017   | 31 augustus 2020  | R      |            |
|       | Counselor                     | Johnny DeStefano  | Johnny DeStefano (1979)                    | 9 februari 2018   | 24 mei 2019       | R      |            |
|       | Counselor                     | Hope Hicks        | Hope Hicks (1988)                          | 5 april 2020      | 20 januari 2021   | R      |            |

Washington ·
J. Adams ·
Jefferson ·
Madison ·
Monroe ·
J.Q. Adams ·
Jackson ·
Van Buren ·
W.H. Harrison ·
Tyler ·
Polk ·
Taylor ·
Fillmore ·
Pierce ·
Buchanan ·
Lincoln ·
A. Johnson ·
Grant ·
Hayes ·
Garfield ·
Arthur ·
Cleveland I ·
B. Harrison ·
Cleveland II ·
McKinley ·
T. Roosevelt ·
Taft ·
Wilson ·
Harding ·
Coolidge ·
Hoover ·
F.D. Roosevelt ·
Truman ·
Eisenhower ·
Kennedy ·
L.B. Johnson ·
Nixon ·
Ford ·
Carter ·
Reagan ·
G.H.W. Bush ·
Clinton ·
G.W. Bush ·
Obama ·
Trump I ·
Biden ·
Trump II